# Interlands Italiaans voetbalelftal 1960-1969
Deze pagina toont een chronologisch en gedetailleerd overzicht van de interlands die het Italiaans voetbalelftal heeft gespeeld in de periode 1960 – 1969.

## Interlands

### 1960
| |                                                                |       |             |                                                                                             |
| 6 januari Centraal-Europese Internationale Beker 1955-1960 № 223 «onderlinge duels» 14:30 uur (UTC+1) | Italië                                                         | 3 – 0 | Zwitserland | Stadio San Paolo, Napels Toeschouwers: 55.000 Scheidsrechter: Daniel Zariquiegui Izco (ESP) |
| 6 januari Centraal-Europese Internationale Beker 1955-1960 № 223 «onderlinge duels» 14:30 uur (UTC+1) | Rolf Mägerli 47' (e.d.) Gino Stacchini 64' Miguel Montuori 81' |       |             | Stadio San Paolo, Napels Toeschouwers: 55.000 Scheidsrechter: Daniel Zariquiegui Izco (ESP) |

|                                                                       |                                                               |       |                        |                                                                             |
| 13 maart Vriendschappelijk № 224 «onderlinge duels» 16:30 uur (UTC+1) | Spanje                                                        | 3 – 1 | Italië                 | Camp Nou, Barcelona Toeschouwers: 85.000 Scheidsrechter: Albert Dusch (FRG) |
| 13 maart Vriendschappelijk № 224 «onderlinge duels» 16:30 uur (UTC+1) | Martín Vergés 53' Alfredo Di Stéfano 60' Eulogio Martínez 85' |       | 39' Francisco Lojacono | Camp Nou, Barcelona Toeschouwers: 85.000 Scheidsrechter: Albert Dusch (FRG) |

|                                                                          |                         |       |                                      |                                                                                     |
| 10 december Vriendschappelijk № 225 «onderlinge duels» 18:30 uur (UTC+1) | Italië                  | 1 – 2 | Oostenrijk                           | Stadio San Paolo, Napels Toeschouwers: 15.000 Scheidsrechter: Pierre Schwinte (FRA) |
| 10 december Vriendschappelijk № 225 «onderlinge duels» 18:30 uur (UTC+1) | Giampiero Boniperti 27' |       | 7' Erich Hof 55' Ernst Kaltenbrunner | Stadio San Paolo, Napels Toeschouwers: 15.000 Scheidsrechter: Pierre Schwinte (FRA) |

### 1961
|                                                                       |                                         |       |                                    |                                                                                       |
| 25 april Vriendschappelijk № 226 «onderlinge duels» 15:30 uur (UTC+1) | Italië                                  | 3 – 2 | Noord-Ierland                      | Stadio Comunale, Bologna Toeschouwers: 17.500 Scheidsrechter: Jacques Devillers (FRA) |
| 25 april Vriendschappelijk № 226 «onderlinge duels» 15:30 uur (UTC+1) | Gino Stacchini 30', 58' Omar Sívori 78' |       | 71' Derek Dougan 72' Billy McAdams | Stadio Comunale, Bologna Toeschouwers: 17.500 Scheidsrechter: Jacques Devillers (FRA) |

|                                                                     |                                      |       |                                           |                                                                                     |
| 24 mei Vriendschappelijk № 227 «onderlinge duels» 16:00 uur (UTC+1) | Italië                               | 2 – 3 | Engeland                                  | Olympisch Stadion, Rome Toeschouwers: 62.000 Scheidsrechter: Nikolay Latyshev (URS) |
| 24 mei Vriendschappelijk № 227 «onderlinge duels» 16:00 uur (UTC+1) | Omar Sívori 43' Sergio Brighenti 74' |       | 39', 77' Gerry Hitchens 86' Jimmy Greaves | Olympisch Stadion, Rome Toeschouwers: 62.000 Scheidsrechter: Nikolay Latyshev (URS) |

|                                                                      |                                                                              |       |                     |                                                                                  |
| 15 juni Vriendschappelijk № 228 «onderlinge duels» 21:00 uur (UTC+1) | Italië                                                                       | 4 – 1 | Argentinië          | Stadio Comunale, Florence Toeschouwers: 36.500 Scheidsrechter: Marcel Bois (FRA) |
| 15 juni Vriendschappelijk № 228 «onderlinge duels» 21:00 uur (UTC+1) | Francisco Lojacono 13' Omar Sívori 20' Omar Sívori 41' Bruno Mora 86' (pen.) |       | 67' Federico Sacchi | Stadio Comunale, Florence Toeschouwers: 36.500 Scheidsrechter: Marcel Bois (FRA) |

|                                                                            |                                   |       |                                                                      |                                                                                     |
| 15 oktober WK 1962 kwalificatie № 229 «onderlinge duels» 15:00 uur (UTC+2) | Israël                            | 2 – 4 | Italië                                                               | Ramat Ganstadion, Ramat Gan Toeschouwers: 40.790 Scheidsrechter: Yordan Takov (BUL) |
| 15 oktober WK 1962 kwalificatie № 229 «onderlinge duels» 15:00 uur (UTC+2) | Nahum Stelmach 16' Roby Young 39' |       | 53' (pen.) Francisco Lojacono 79' Josè Altafini 87', 90' Mario Corso | Ramat Ganstadion, Ramat Gan Toeschouwers: 40.790 Scheidsrechter: Yordan Takov (BUL) |

|                                                                            | |       |        |                                                                                         |
| 4 november WK 1962 kwalificatie № 230 «onderlinge duels» 14:45 uur (UTC+1) | Italië                                                                                                | 6 – 0 | Israël | Stadio Comunale, Turijn Toeschouwers: 60.799 Scheidsrechter: Manuel Asensi Martín (ESP) |
| 4 november WK 1962 kwalificatie № 230 «onderlinge duels» 14:45 uur (UTC+1) | Omar Sívori 16' Omar Sívori 52' Mario Corso 59' Omar Sívori 65' Antonio Angelillo 69' Omar Sívori 88' |       |        | Stadio Comunale, Turijn Toeschouwers: 60.799 Scheidsrechter: Manuel Asensi Martín (ESP) |

### 1962
|                                                                    |                                     |       |                       |                                                                                        |
| 5 mei Vriendschappelijk № 231 «onderlinge duels» 16:00 uur (UTC+1) | Italië                              | 2 – 1 | Frankrijk             | Stadio Comunale, Florence Toeschouwers: 45.000 Scheidsrechter: Jozef Kandlbinder (FRG) |
| 5 mei Vriendschappelijk № 231 «onderlinge duels» 16:00 uur (UTC+1) | Josè Altafini 47' Josè Altafini 51' |       | 28' Jean-Claude Piumi | Stadio Comunale, Florence Toeschouwers: 45.000 Scheidsrechter: Jozef Kandlbinder (FRG) |

|                                                                     |                    |       |                                                 |                                                                               |
| 13 mei Vriendschappelijk № 232 «onderlinge duels» 16:00 uur (UTC+1) | België             | 1 – 3 | Italië                                          | Heizelstadion, Brussel Toeschouwers: 51.729 Scheidsrechter: Jarl Hansen (DEN) |
| 13 mei Vriendschappelijk № 232 «onderlinge duels» 16:00 uur (UTC+1) | Paul Van Himst 52' |       | 22' Giampaolo Menichelli 61', 89' Josè Altafini | Heizelstadion, Brussel Toeschouwers: 51.729 Scheidsrechter: Jarl Hansen (DEN) |

| Wereldkampioenschap voetbal 1962 |
| -------------------------------- |

|                                                                   |                |       |        |                                                                                      |
| 31 mei WK 1962 Groep B № 233 «onderlinge duels» 15:00 uur (UTC−4) | West-Duitsland | 0 – 0 | Italië | Estadio Nacional, Santiago Toeschouwers: 65.440 Scheidsrechter: Bobby Davidson (SCO) |
| 31 mei WK 1962 Groep B № 233 «onderlinge duels» 15:00 uur (UTC−4) |                |       |        | Estadio Nacional, Santiago Toeschouwers: 65.440 Scheidsrechter: Bobby Davidson (SCO) |

|                                                                   |                      |       |        |                                                                                 |
| 2 juni WK 1962 Groep B № 234 «onderlinge duels» 15:00 uur (UTC−4) | Chili                | 2 – 0 | Italië | Estadio Nacional, Santiago Toeschouwers: 66.057 Scheidsrechter: Ken Aston (ENG) |
| 2 juni WK 1962 Groep B № 234 «onderlinge duels» 15:00 uur (UTC−4) | Ramírez 73' Toro 87' |       |        | Estadio Nacional, Santiago Toeschouwers: 66.057 Scheidsrechter: Ken Aston (ENG) |

|                                                                   |                             |       |             |                                                                                        |
| 7 juni WK 1962 Groep B № 235 «onderlinge duels» 15:00 uur (UTC−4) | Italië                      | 3 – 0 | Zwitserland | Estadio Nacional, Santiago Toeschouwers: 59.828 Scheidsrechter: Nikolay Latyshev (URS) |
| 7 juni WK 1962 Groep B № 235 «onderlinge duels» 15:00 uur (UTC−4) | Mora 1' Bulgarelli 65', 67' |       |             | Estadio Nacional, Santiago Toeschouwers: 59.828 Scheidsrechter: Nikolay Latyshev (URS) |

|  |  |  |  |  |  |  |  |  |

|                                                                          |                 |       |                        |                                                                               |
| 11 november Vriendschappelijk № 236 «onderlinge duels» 14:00 uur (UTC+1) | Oostenrijk      | 1 – 2 | Italië                 | Praterstadion, Wenen Toeschouwers: 60.000 Scheidsrechter: José Barberan (FRA) |
| 11 november Vriendschappelijk № 236 «onderlinge duels» 14:00 uur (UTC+1) | Horst Nemec 90' |       | 64', 77' Ezio Pascutti | Praterstadion, Wenen Toeschouwers: 60.000 Scheidsrechter: José Barberan (FRA) |

|                                                                            |                                        |       |         |                                                                                       |
| 2 december EK 1964 kwalificatie № 237 «onderlinge duels» 14:30 uur (UTC+1) | Italië                                 | 6 – 0 | Turkije | Stadio Comunale, Bologna Toeschouwers: 26.553 Scheidsrechter: Lucien Van Nuffel (BEL) |
| 2 december EK 1964 kwalificatie № 237 «onderlinge duels» 14:30 uur (UTC+1) | Rivera 15' 47' Orlando 22' 29' 35' 85' |       |         | Stadio Comunale, Bologna Toeschouwers: 26.553 Scheidsrechter: Lucien Van Nuffel (BEL) |

### 1963
|                                                                          |         |             |        |                                                                                            |
| 27 maart EK 1964 kwalificatie № 238 «onderlinge duels» 15:30 uur (UTC+2) | Turkije | 0 – 1       | Italië | Mithatpaşa Stadyumu, Istanbul Toeschouwers: 31.754 Scheidsrechter: Dimitar Rumenchev (BUL) |
| 27 maart EK 1964 kwalificatie № 238 «onderlinge duels» 15:30 uur (UTC+2) |         | 86' Sormani |        | Mithatpaşa Stadyumu, Istanbul Toeschouwers: 31.754 Scheidsrechter: Dimitar Rumenchev (BUL) |

|                                                                     |                                                                         |       |          |                                                                         |
| 12 mei Vriendschappelijk № 239 «onderlinge duels» 16:00 uur (UTC+1) | Italië                                                                  | 3 – 0 | Brazilië | San Siro, Milaan Toeschouwers: 72.000 Scheidsrechter: Marcel Bois (FRA) |
| 12 mei Vriendschappelijk № 239 «onderlinge duels» 16:00 uur (UTC+1) | Angelo Sormani 35' Alessandro Mazzola 39' (pen.) Giacomo Bulgarelli 76' |       |          | San Siro, Milaan Toeschouwers: 72.000 Scheidsrechter: Marcel Bois (FRA) |

|                                                                     |            |                         |        |                                                                                    |
| 9 juni Vriendschappelijk № 240 «onderlinge duels» 17:00 uur (UTC+1) | Oostenrijk | 0 – 1                   | Italië | Prater-Stadion, Wenen Toeschouwers: 38.000 Scheidsrechter: Jozef Kandlbinder (FRG) |
| 9 juni Vriendschappelijk № 240 «onderlinge duels» 17:00 uur (UTC+1) |            | 56' Giovanni Trapattoni |        | Prater-Stadion, Wenen Toeschouwers: 38.000 Scheidsrechter: Jozef Kandlbinder (FRG) |

|                                                                            |                                           |       |        |                                                                                            |
| 13 oktober EK 1964 kwalificatie № 241 «onderlinge duels» 14:00 uur (UTC+3) | Sovjet-Unie                               | 2 – 0 | Italië | Centraal Leninstadion, Moskou Toeschouwers: 102.358 Scheidsrechter: Ryszard Banasiuk (POL) |
| 13 oktober EK 1964 kwalificatie № 241 «onderlinge duels» 14:00 uur (UTC+3) | Viktor Ponedelnik 22' Igor Tsjislenko 42' |       |        | Centraal Leninstadion, Moskou Toeschouwers: 102.358 Scheidsrechter: Ryszard Banasiuk (POL) |

|                                                                             |                   |       |                      |                                                                                  |
| 10 november EK 1964 kwalificatie № 242 «onderlinge duels» 14:30 uur (UTC+1) | Italië            | 1 – 1 | Sovjet-Unie          | Olympisch Stadion, Rome Toeschouwers: 69.567 Scheidsrechter: Daniel Mellet (SUI) |
| 10 november EK 1964 kwalificatie № 242 «onderlinge duels» 14:30 uur (UTC+1) | Gianni Rivera 89' |       | 33' Gennadiy Gusarov | Olympisch Stadion, Rome Toeschouwers: 69.567 Scheidsrechter: Daniel Mellet (SUI) |

|                                                                          |                   |       |            |                                                                                  |
| 14 december Vriendschappelijk № 243 «onderlinge duels» 16:00 uur (UTC+1) | Italië            | 1 – 0 | Oostenrijk | Stadio Comunale, Turijn Toeschouwers: 35.000 Scheidsrechter: Gérard Versyp (BEL) |
| 14 december Vriendschappelijk № 243 «onderlinge duels» 16:00 uur (UTC+1) | Gianni Rivera 75' |       |            | Stadio Comunale, Turijn Toeschouwers: 35.000 Scheidsrechter: Gérard Versyp (BEL) |

### 1964
|                                                                       |        |       |                   |                                                                                               |
| 11 april Vriendschappelijk № 244 «onderlinge duels» 16:30 uur (UTC+1) | Italië | 0 – 0 | Tsjecho-Slowakije | Stadio Comunale, Florence Toeschouwers: 47.000 Scheidsrechter: José González Echeverría (ESP) |
| 11 april Vriendschappelijk № 244 «onderlinge duels» 16:30 uur (UTC+1) |        |       |                   | Stadio Comunale, Florence Toeschouwers: 47.000 Scheidsrechter: José González Echeverría (ESP) |

|                                                                     |                             |       |                                                         |                                                                                                |
| 10 mei Vriendschappelijk № 245 «onderlinge duels» 14:30 uur (UTC+1) | Zwitserland                 | 1 – 3 | Italië                                                  | Stade Olympique de la Pontaise, Lausanne Toeschouwers: 38.261 Scheidsrechter: Gyula Gere (HUN) |
| 10 mei Vriendschappelijk № 245 «onderlinge duels» 14:30 uur (UTC+1) | Norbert Eschmann 13' (pen.) |       | 6' Alessandro Mazzola 37' Mario Corso 55' Gianni Rivera | Stade Olympique de la Pontaise, Lausanne Toeschouwers: 38.261 Scheidsrechter: Gyula Gere (HUN) |

|                                                                            | |       |                     |                                                                                        |
| 4 november WK 1966 kwalificatie № 246 «onderlinge duels» 14:45 uur (UTC+1) | Italië | 6 – 1 | Finland             | Stadio Luigi Ferraris, Genua Toeschouwers: 27.778 Scheidsrechter: Manuel Lousada (POR) |
| 4 november WK 1966 kwalificatie № 246 «onderlinge duels» 14:45 uur (UTC+1) | Giacinto Facchetti 1' Stig Holmqvist 8' (e.d.) Gianni Rivera 16' Giacomo Bulgarelli 49' Alessandro Mazzola 54' Alessandro Mazzola 83' |       | 88' Juhani Peltonen | Stadio Luigi Ferraris, Genua Toeschouwers: 27.778 Scheidsrechter: Manuel Lousada (POR) |

|                                                                         |                                               |       |                     |                                                                                    |
| 5 december Vriendschappelijk № 247 «onderlinge duels» 14:30 uur (UTC+1) | Italië                                        | 3 – 1 | Denemarken          | Stadio Comunale, Bologna Toeschouwers: 24.000 Scheidsrechter: Johannes Malka (FRG) |
| 5 december Vriendschappelijk № 247 «onderlinge duels» 14:30 uur (UTC+1) | Ezio Pascutti 77', 85' Giacomo Bulgarelli 79' |       | 43' Henning Enoksen | Stadio Comunale, Bologna Toeschouwers: 24.000 Scheidsrechter: Johannes Malka (FRG) |

### 1965
|                                                                       |                                 |       |                        |                                                                                        |
| 13 maart Vriendschappelijk № 248 «onderlinge duels» 16:00 uur (UTC+1) | West-Duitsland                  | 1 – 1 | Italië                 | Volksparkstadion, Hamburg Toeschouwers: 70.000 Scheidsrechter: Gunnar Michaelsen (DEN) |
| 13 maart Vriendschappelijk № 248 «onderlinge duels» 16:00 uur (UTC+1) | Klaus-Dieter Sieloff 41' (pen.) |       | 75' Alessandro Mazzola | Volksparkstadion, Hamburg Toeschouwers: 70.000 Scheidsrechter: Gunnar Michaelsen (DEN) |

|                                                                          |       |       |        |                                                                                          |
| 18 april WK 1966 kwalificatie № 249 «onderlinge duels» 12:00 uur (UTC+1) | Polen | 0 – 0 | Italië | Stadion Dziesięciolecia, Warschau Toeschouwers: 31.045 Scheidsrechter: Piet Roomer (NED) |
| 18 april WK 1966 kwalificatie № 249 «onderlinge duels» 12:00 uur (UTC+1) |       |       |        | Stadion Dziesięciolecia, Warschau Toeschouwers: 31.045 Scheidsrechter: Piet Roomer (NED) |

|                                                                    |                                                               |       |                   |                                                                                        |
| 1 mei Vriendschappelijk № 250 «onderlinge duels» 16:00 uur (UTC+1) | Italië                                                        | 4 – 1 | Wales             | Stadio Comunale, Florence Toeschouwers: 43.000 Scheidsrechter: Michel Kitabdjian (FRA) |
| 1 mei Vriendschappelijk № 250 «onderlinge duels» 16:00 uur (UTC+1) | Giovanni Lodetti 24', 76' Paolo Barison 62' Cosimo Nocera 90' |       | 80' Brian Godfrey | Stadio Comunale, Florence Toeschouwers: 43.000 Scheidsrechter: Michel Kitabdjian (FRA) |

|                                                                      |                                            |       |                                          |                                                                                    |
| 16 juni Vriendschappelijk № 251 «onderlinge duels» 19:00 uur (UTC+1) | Zweden                                     | 2 – 2 | Italië                                   | Malmö Stadion, Malmö Toeschouwers: 22.941 Scheidsrechter: Kestutis Andziulis (URS) |
| 16 juni Vriendschappelijk № 251 «onderlinge duels» 19:00 uur (UTC+1) | Bosse Larsson 69' (pen.) Örjan Persson 83' |       | 36' Ezio Pascutti 59' Alessandro Mazzola | Malmö Stadion, Malmö Toeschouwers: 22.941 Scheidsrechter: Kestutis Andziulis (URS) |

|                                                                         |         |                             |        |                                                                                        |
| 23 juni WK 1966 kwalificatie № 252 «onderlinge duels» 19:00 uur (UTC+2) | Finland | 0 – 2                       | Italië | Olympisch Stadion, Helsinki Toeschouwers: 19.995 Scheidsrechter: Tofik Bakhramov (URS) |
| 23 juni WK 1966 kwalificatie № 252 «onderlinge duels» 19:00 uur (UTC+2) |         | 33', 78' Alessandro Mazzola |        | Olympisch Stadion, Helsinki Toeschouwers: 19.995 Scheidsrechter: Tofik Bakhramov (URS) |

|                                                                      |                                    |       |                        |                                                                              |
| 27 juni Vriendschappelijk № 253 «onderlinge duels» 18:00 uur (UTC+1) | Hongarije                          | 2 – 1 | Italië                 | Népstadion, Boedapest Toeschouwers: 23.000 Scheidsrechter: Fritz Mayer (AUT) |
| 27 juni Vriendschappelijk № 253 «onderlinge duels» 18:00 uur (UTC+1) | Flórián Albert 37' Ferenc Bene 81' |       | 46' Alessandro Mazzola | Népstadion, Boedapest Toeschouwers: 23.000 Scheidsrechter: Fritz Mayer (AUT) |

|                                                                            |                                                                                    |       |                          |                                                                                  |
| 1 november WK 1966 kwalificatie № 254 «onderlinge duels» 14:45 uur (UTC+1) | Italië                                                                             | 6 – 1 | Polen                    | Olympisch Stadion, Rome Toeschouwers: 63.614 Scheidsrechter: Abraham Klein (ISR) |
| 1 november WK 1966 kwalificatie № 254 «onderlinge duels» 14:45 uur (UTC+1) | Alessandro Mazzola 5' Paolo Barison 25', 65', 87' Gianni Rivera 71' Bruno Mora 79' |       | 84' Włodzimierz Lubański | Olympisch Stadion, Rome Toeschouwers: 63.614 Scheidsrechter: Abraham Klein (ISR) |

|                                                                          |                |       |        |                                                                                    |
| 9 november WK 1966 kwalificatie № 255 «onderlinge duels» 19:30 uur (UTC) | Schotland      | 1 – 0 | Italië | Hampden Park, Glasgow Toeschouwers: 100.393 Scheidsrechter: Rudolf Kreitlein (FRG) |
| 9 november WK 1966 kwalificatie № 255 «onderlinge duels» 19:30 uur (UTC) | John Greig 88' |       |        | Hampden Park, Glasgow Toeschouwers: 100.393 Scheidsrechter: Rudolf Kreitlein (FRG) |

|                                                                            |                                                         |       |           |                                                                                  |
| 7 december WK 1966 kwalificatie № 256 «onderlinge duels» 14:30 uur (UTC+1) | Italië                                                  | 3 – 0 | Schotland | Stadio San Paolo, Napels Toeschouwers: 68.873 Scheidsrechter: István Zsolt (HUN) |
| 7 december WK 1966 kwalificatie № 256 «onderlinge duels» 14:30 uur (UTC+1) | Ezio Pascutti 38' Giacinto Facchetti 73' Bruno Mora 89' |       |           | Stadio San Paolo, Napels Toeschouwers: 68.873 Scheidsrechter: István Zsolt (HUN) |

### 1966
|                                                                       |           |       |        |                                                                                   |
| 19 maart Vriendschappelijk № 257 «onderlinge duels» 15:00 uur (UTC+1) | Frankrijk | 0 – 0 | Italië | Parc des Princes, Parijs Toeschouwers: 31.795 Scheidsrechter: Joseph Hannet (BEL) |
| 19 maart Vriendschappelijk № 257 «onderlinge duels» 15:00 uur (UTC+1) |           |       |        | Parc des Princes, Parijs Toeschouwers: 31.795 Scheidsrechter: Joseph Hannet (BEL) |

|                                                                      | |       |                       |                                                                                      |
| 14 juni Vriendschappelijk № 258 «onderlinge duels» 18:30 uur (UTC+2) | Italië                                                                                               | 6 – 1 | Bulgarije             | Stadio Comunale, Bologna Toeschouwers: 25.000 Scheidsrechter: Rudolf Kreitlein (FRG) |
| 14 juni Vriendschappelijk № 258 «onderlinge duels» 18:30 uur (UTC+2) | Alessandro Mazzola 26' Marino Perani 32' Francesco Rizzo 58', 70' Paolo Barison 68' Luigi Meroni 82' |       | 53' Georgi Asparukhov | Stadio Comunale, Bologna Toeschouwers: 25.000 Scheidsrechter: Rudolf Kreitlein (FRG) |

|                                                                      |                       |       |            |                                                                         |
| 18 juni Vriendschappelijk № 259 «onderlinge duels» 19:00 uur (UTC+2) | Italië                | 1 – 0 | Oostenrijk | San Siro, Milaan Toeschouwers: 35.000 Scheidsrechter: Bertil Lööw (SWE) |
| 18 juni Vriendschappelijk № 259 «onderlinge duels» 19:00 uur (UTC+2) | Tarcisio Burgnich 73' |       |            | San Siro, Milaan Toeschouwers: 35.000 Scheidsrechter: Bertil Lööw (SWE) |

|                                                                      |                                         |       |            |                                                                                   |
| 22 juni Vriendschappelijk № 260 «onderlinge duels» 19:00 uur (UTC+2) | Italië                                  | 3 – 0 | Argentinië | Stadio Comunale, Turijn Toeschouwers: 65.000 Scheidsrechter: Manuel Lousada (POR) |
| 22 juni Vriendschappelijk № 260 «onderlinge duels» 19:00 uur (UTC+2) | Ezio Pascutti 32', 47' Luigi Meroni 81' |       |            | Stadio Comunale, Turijn Toeschouwers: 65.000 Scheidsrechter: Manuel Lousada (POR) |

|                                                                      |                                                                           |       |        |                                                                                   |
| 29 juni Vriendschappelijk № 261 «onderlinge duels» 19:00 uur (UTC+2) | Italië                                                                    | 5 – 0 | Mexico | Stadio Comunale, Florence Toeschouwers: 45.000 Scheidsrechter: István Zsolt (HUN) |
| 29 juni Vriendschappelijk № 261 «onderlinge duels» 19:00 uur (UTC+2) | Giacomo Bulgarelli 26', 34' Gianni Rivera 39', 85' Alessandro Mazzola 78' |       |        | Stadio Comunale, Florence Toeschouwers: 45.000 Scheidsrechter: István Zsolt (HUN) |

| Wereldkampioenschap voetbal 1966 |
| -------------------------------- |

|                                                                    |                                     |       |       |                                                                                    |
| 13 juli WK 1966 Groep D № 262 «onderlinge duels» 19:30 uur (UTC+1) | Italië                              | 2 – 0 | Chili | Roker Park, Sunderland Toeschouwers: 27.199 Scheidsrechter: Gottfried Dienst (SUI) |
| 13 juli WK 1966 Groep D № 262 «onderlinge duels» 19:30 uur (UTC+1) | Sandro Mazzola 8' Paolo Barison 88' |       |       | Roker Park, Sunderland Toeschouwers: 27.199 Scheidsrechter: Gottfried Dienst (SUI) |

|                                                                    |        |                     |             |                                                                                    |
| 16 juli WK 1966 Groep D № 263 «onderlinge duels» 15:00 uur (UTC+1) | Italië | 0 – 1               | Sovjet-Unie | Roker Park, Sunderland Toeschouwers: 27.793 Scheidsrechter: Rudolf Kreitlein (FRG) |
| 16 juli WK 1966 Groep D № 263 «onderlinge duels» 15:00 uur (UTC+1) |        | 57' Igor Tsjislenko |             | Roker Park, Sunderland Toeschouwers: 27.793 Scheidsrechter: Rudolf Kreitlein (FRG) |

|                                                                    |                |       |        |                                                                                         |
| 19 juli WK 1966 Groep D № 264 «onderlinge duels» 19:30 uur (UTC+1) | Noord-Korea    | 1 – 0 | Italië | Ayresome Park, Middlesbrough Toeschouwers: 17.829 Scheidsrechter: Pierre Schwinte (FRA) |
| 19 juli WK 1966 Groep D № 264 «onderlinge duels» 19:30 uur (UTC+1) | Pak Doo-Ik 42' |       |        | Ayresome Park, Middlesbrough Toeschouwers: 17.829 Scheidsrechter: Pierre Schwinte (FRA) |

|  |  |  |  |  |  |  |  |  |

|                                                                         |                       |       |             |                                                                              |
| 1 november Vriendschappelijk № 265 «onderlinge duels» 14:30 uur (UTC+1) | Italië                | 1 – 0 | Sovjet-Unie | San Siro, Milaan Toeschouwers: 55.000 Scheidsrechter: Juan Gardeazábal (ESP) |
| 1 november Vriendschappelijk № 265 «onderlinge duels» 14:30 uur (UTC+1) | Aristide Guarneri 22' |       |             | San Siro, Milaan Toeschouwers: 55.000 Scheidsrechter: Juan Gardeazábal (ESP) |

|                                                                             |                                                   |       |                   |                                                                                         |
| 26 november EK 1968 kwalificatie № 266 «onderlinge duels» 14:30 uur (UTC+1) | Italië                                            | 3 – 1 | Roemenië          | Stadio San Paolo, Napels Toeschouwers: 68.145 Scheidsrechter: Gerhard Schulenburg (FRG) |
| 26 november EK 1968 kwalificatie № 266 «onderlinge duels» 14:30 uur (UTC+1) | Alessandro Mazzola 30', 67' Virginio De Paoli 43' |       | 7' Nicolae Dobrin | Stadio San Paolo, Napels Toeschouwers: 68.145 Scheidsrechter: Gerhard Schulenburg (FRG) |

### 1967
|                                                                          |        |                                              |        |                                                                                |
| 22 maart EK 1968 kwalificatie № 267 «onderlinge duels» 14:45 uur (UTC+2) | Cyprus | 0 – 2                                        | Italië | GSP-stadion, Nicosia Toeschouwers: 11.105 Scheidsrechter: Atanas Stavrev (BUL) |
| 22 maart EK 1968 kwalificatie № 267 «onderlinge duels» 14:45 uur (UTC+2) |        | 76' Angelo Domenghini 88' Giacinto Facchetti |        | GSP-stadion, Nicosia Toeschouwers: 11.105 Scheidsrechter: Atanas Stavrev (BUL) |

|                                                                       |                       |       |             |                                                                                 |
| 27 maart Vriendschappelijk № 268 «onderlinge duels» 15:00 uur (UTC+1) | Italië                | 1 – 1 | Portugal    | Olympisch Stadion, Rome Toeschouwers: 65.000 Scheidsrechter: James Finney (ENG) |
| 27 maart Vriendschappelijk № 268 «onderlinge duels» 15:00 uur (UTC+1) | Renato Cappellini 74' |       | 24' Eusébio | Olympisch Stadion, Rome Toeschouwers: 65.000 Scheidsrechter: James Finney (ENG) |

|                                                                         |          |                   |        |                                                                                                |
| 25 juni EK 1968 kwalificatie № 269 «onderlinge duels» 17:30 uur (UTC+2) | Roemenië | 0 – 1             | Italië | Stadionul 23 August, Boekarest Toeschouwers: 54.371 Scheidsrechter: Manuel Gómez Arribas (ESP) |
| 25 juni EK 1968 kwalificatie № 269 «onderlinge duels» 17:30 uur (UTC+2) |          | 81' Mario Bertini |        | Stadionul 23 August, Boekarest Toeschouwers: 54.371 Scheidsrechter: Manuel Gómez Arribas (ESP) |

|                                                                            |                                                     |       |        | |
| 1 november EK 1968 kwalificatie № 270 «onderlinge duels» 14:30 uur (UTC+1) | Italië                                              | 5 – 0 | Cyprus | San Vito-Gigi Marullastadion, Cosenza Toeschouwers: 22.059 Scheidsrechter: Antoine Queudeville (LUX) |
| 1 november EK 1968 kwalificatie № 270 «onderlinge duels» 14:30 uur (UTC+1) | Alessandro Mazzola 12', 22' Gigi Riva 46', 55', 59' |       |        | San Vito-Gigi Marullastadion, Cosenza Toeschouwers: 22.059 Scheidsrechter: Antoine Queudeville (LUX) |

|                                                                             |                                   |       |                           |                                                                        |
| 18 november EK 1968 kwalificatie № 271 «onderlinge duels» 14:45 uur (UTC+1) | Zwitserland                       | 2 – 2 | Italië                    | Wankdorf, Bern Toeschouwers: 53.138 Scheidsrechter: István Zsolt (HUN) |
| 18 november EK 1968 kwalificatie № 271 «onderlinge duels» 14:45 uur (UTC+1) | René Quentin 34' Fritz Künzli 68' |       | 66', 85' (pen.) Gigi Riva | Wankdorf, Bern Toeschouwers: 53.138 Scheidsrechter: István Zsolt (HUN) |

|                                                                             |                                                                |       |             |                                                                                   |
| 23 december EK 1968 kwalificatie № 272 «onderlinge duels» 14:30 uur (UTC+1) | Italië                                                         | 4 – 0 | Zwitserland | Stadio Amsicora, Cagliari Toeschouwers: 24.743 Scheidsrechter: Tiny Wharton (SCO) |
| 23 december EK 1968 kwalificatie № 272 «onderlinge duels» 14:30 uur (UTC+1) | Alessandro Mazzola 3' Gigi Riva 13' Angelo Domenghini 45', 67' |       |             | Stadio Amsicora, Cagliari Toeschouwers: 24.743 Scheidsrechter: Tiny Wharton (SCO) |

### 1968
|                                                                         |                                                                  |       |                                            | |
| 6 april EK 1968 kwalificatie № 273 «onderlinge duels» 17:00 uur (UTC+2) | Bulgarije                                                        | 3 – 2 | Italië                                     | Vasil Levski Nationaal Stadion, Sofia Toeschouwers: 57.689 Scheidsrechter: Gerhard Schulenburg (FRG) |
| 6 april EK 1968 kwalificatie № 273 «onderlinge duels» 17:00 uur (UTC+2) | Nikola Kotkov 11' (pen.) Dinko Dermendzhiev 66' Petar Zhekov 73' |       | 60' (pen.) Dimitar Penev 83' Pierino Prati | Vasil Levski Nationaal Stadion, Sofia Toeschouwers: 57.689 Scheidsrechter: Gerhard Schulenburg (FRG) |

|                                                                          |                                         |       |           |                                                                                      |
| 20 april EK 1968 kwalificatie № 274 «onderlinge duels» 16:00 uur (UTC+1) | Italië                                  | 2 – 0 | Bulgarije | Stadio San Paolo, Napels Toeschouwers: 83.830 Scheidsrechter: Gottfried Dienst (SUI) |
| 20 april EK 1968 kwalificatie № 274 «onderlinge duels» 16:00 uur (UTC+1) | Pierino Prati 14' Angelo Domenghini 55' |       |           | Stadio San Paolo, Napels Toeschouwers: 83.830 Scheidsrechter: Gottfried Dienst (SUI) |

| Europees kampioenschap voetbal 1968 |
| ----------------------------------- |

|                                                                        |        |              |             |                                                                                      |
| 5 juni EK 1968 Halve finale № 275 «onderlinge duels» 18:00 uur (UTC+2) | Italië | 0 – 0 (n.v.) | Sovjet-Unie | Stadio San Paolo, Napels Toeschouwers: 68.582 Scheidsrechter: Kurt Tschenscher (FRG) |
| 5 juni EK 1968 Halve finale № 275 «onderlinge duels» 18:00 uur (UTC+2) |        |              |             | Stadio San Paolo, Napels Toeschouwers: 68.582 Scheidsrechter: Kurt Tschenscher (FRG) |

|                                                                  |                       |              |                   |                                                                                     |
| 8 juni EK 1968 Finale № 276 «onderlinge duels» 21:15 uur (UTC+2) | Italië                | 1 – 1 (n.v.) | Joegoslavië       | Olympisch Stadion, Rome Toeschouwers: 68.817 Scheidsrechter: Gottfried Dienst (SUI) |
| 8 juni EK 1968 Finale № 276 «onderlinge duels» 21:15 uur (UTC+2) | Angelo Domenghini 80' |              | 32' Dragan Džajić | Olympisch Stadion, Rome Toeschouwers: 68.817 Scheidsrechter: Gottfried Dienst (SUI) |

|                                                                   |                                    |       |             |                                                                                                 |
| 10 juni EK 1968 Finale № 277 «onderlinge duels» 21:15 uur (UTC+2) | Italië                             | 2 – 0 | Joegoslavië | Olympisch Stadion, Rome Toeschouwers: 32.866 Scheidsrechter: José María Ortiz de Mendíbil (ESP) |
| 10 juni EK 1968 Finale № 277 «onderlinge duels» 21:15 uur (UTC+2) | Luigi Riva 12' Pietro Anastasi 31' |       |             | Olympisch Stadion, Rome Toeschouwers: 32.866 Scheidsrechter: José María Ortiz de Mendíbil (ESP) |

|  |  |  |  |  |  |  |  |  |

|                                                                            |       |               |        |                                                                                |
| 23 oktober WK 1970 kwalificatie № 278 «onderlinge duels» 19:30 uur (UTC+1) | Wales | 0 – 1         | Italië | Ninian Park, Cardiff Toeschouwers: 18.558 Scheidsrechter: Joaquim Campos (POR) |
| 23 oktober WK 1970 kwalificatie № 278 «onderlinge duels» 19:30 uur (UTC+1) |       | 44' Gigi Riva |        | Ninian Park, Cardiff Toeschouwers: 18.558 Scheidsrechter: Joaquim Campos (POR) |

### 1969
|                                                                        |                                     |       |                                        |                                                                                     |
| 1 januari Vriendschappelijk № 279 «onderlinge duels» 16:30 uur (UTC−6) | Mexico                              | 2 – 3 | Italië                                 | Aztekenstadion, Mexico-Stad Toeschouwers: 65.000 Scheidsrechter: Abel Aguilar (MEX) |
| 1 januari Vriendschappelijk № 279 «onderlinge duels» 16:30 uur (UTC−6) | Enrique Borja 44' José González 70' |       | 57', 89' Gigi Riva 59' Pietro Anastasi | Aztekenstadion, Mexico-Stad Toeschouwers: 65.000 Scheidsrechter: Abel Aguilar (MEX) |

|                                                                        |                   |       |                   |                                                                                          |
| 5 januari Vriendschappelijk № 280 «onderlinge duels» 12:00 uur (UTC−6) | Mexico            | 1 – 1 | Italië            | Aztekenstadion, Mexico-Stad Toeschouwers: 65.000 Scheidsrechter: Antonio Sbardella (ITA) |
| 5 januari Vriendschappelijk № 280 «onderlinge duels» 12:00 uur (UTC−6) | Aarón Padilla 61' |       | 89' Mario Bertini | Aztekenstadion, Mexico-Stad Toeschouwers: 65.000 Scheidsrechter: Antonio Sbardella (ITA) |

|                                                                          |                                             |       |                    |                                                                                                |
| 29 maart WK 1970 kwalificatie № 281 «onderlinge duels» 15:00 uur (UTC+1) | DDR                                         | 2 – 2 | Italië             | Walter-Ulbricht-Stadion, Oost-Berlijn Toeschouwers: 52.117 Scheidsrechter: Einar Boström (SWE) |
| 29 maart WK 1970 kwalificatie № 281 «onderlinge duels» 15:00 uur (UTC+1) | Eberhard Vogel 26' Hans-Jürgen Kreische 75' |       | 54', 82' Gigi Riva | Walter-Ulbricht-Stadion, Oost-Berlijn Toeschouwers: 52.117 Scheidsrechter: Einar Boström (SWE) |

|                                                                     |        |       |           |                                                                                 |
| 24 mei Vriendschappelijk № 282 «onderlinge duels» 17:00 uur (UTC+1) | Italië | 0 – 0 | Bulgarije | Stadio Comunale, Turijn Toeschouwers: 60.000 Scheidsrechter: James Finney (ENG) |
| 24 mei Vriendschappelijk № 282 «onderlinge duels» 17:00 uur (UTC+1) |        |       |           | Stadio Comunale, Turijn Toeschouwers: 60.000 Scheidsrechter: James Finney (ENG) |

|                                                                            |                                                |       |                  |                                                                                   |
| 4 november WK 1970 kwalificatie № 283 «onderlinge duels» 14:30 uur (UTC+1) | Italië                                         | 4 – 1 | Wales            | Olympisch Stadion, Rome Toeschouwers: 67.481 Scheidsrechter: Todor Bechirov (BUL) |
| 4 november WK 1970 kwalificatie № 283 «onderlinge duels» 14:30 uur (UTC+1) | Gigi Riva 37', 73', 81' Alessandro Mazzola 55' |       | 67' Mike England | Olympisch Stadion, Rome Toeschouwers: 67.481 Scheidsrechter: Todor Bechirov (BUL) |

|                                                                             |                                                           |       |     |                                                                                   |
| 22 november WK 1970 kwalificatie № 284 «onderlinge duels» 14:30 uur (UTC+1) | Italië                                                    | 3 – 0 | DDR | Stadio San Paolo, Napels Toeschouwers: 84.293 Scheidsrechter: Paul Schiller (AUT) |
| 22 november WK 1970 kwalificatie № 284 «onderlinge duels» 14:30 uur (UTC+1) | Alessandro Mazzola 7' Angelo Domenghini 25' Gigi Riva 36' |       |     | Stadio San Paolo, Napels Toeschouwers: 84.293 Scheidsrechter: Paul Schiller (AUT) |

UEFA: Albanië · België · Bulgarije · Cyprus · Denemarken · West-Duitsland · Duitse Democratische Republiek · Engeland · Finland · Frankrijk · Griekenland · Hongarije · Ierland · IJsland · Italië · Joegoslavië · Luxemburg · Malta · Nederland · Noord-Ierland · Noorwegen · Oostenrijk · Polen · Portugal · Roemenië · Schotland · Sovjet-Unie · Spanje · Tsjecho-Slowakije · Turkije · Wales · Zweden · Zwitserland

CAF: Madagaskar AFC: Israël

FIGC · A-internationals · Selecties · Bondscoaches · Italiaans vrouwenelftal · Olympisch elftal · Italië U21 · Italië U20 · Italië U19 · Italië U18 · Italië U17 · Italië U16 · Vrouwen U17
1910 – 1919 ·
1920 – 1929 ·
1930 – 1939 ·
1940 – 1949 ·
1950 – 1959 ·
1960 – 1969 ·
1970 – 1979 ·
1980 – 1989 ·
1990 – 1999 ·
2000 – 2009 ·
2010 – 2019 ·
2020 − 2029
EK's: 1968 · 
1980 · 
1988 · 
1996 · 
2000 · 
2004 · 
2008 · 
2012 · 
2016 ·
2020 ·
2024
WK's: 1934 · 
1938 · 
1950 · 
1954 · 
1962 · 
1966 · 
1970 · 
1974 · 
1978 · 
1982 · 
1986 · 
1990 · 
1994 · 
1998 · 
2002 · 
2006 · 
2010 · 
2014
OS: 1912 · 
1920 · 
1924 · 
1928 · 
1936 · 
1948 · 
1952 · 
1960 · 
1984 · 
1988 · 
1992 · 
1996 · 
2000 · 
2004 · 
2008
1911 · 
1912 · 
1913 · 
1914 · 
1915 · 
1916 · 1917 · 1918 · 1919 · 
1920 · 
1921 · 
1922 · 
1923 · 
1924 · 
1925 · 
1926 · 
1927 · 
1928 · 
1929 · 
1930 · 
1931 · 
1932 · 
1933 · 
1934 · 
1935 · 
1936 · 
1937 · 
1938 · 
1939 · 
1940 · 
1941 · 
1942 · 
1943 · 1944 · 
1945 · 
1946 · 
1947 · 
1948 · 
1949 · 
1950 · 
1952 · 
1952 · 
1953 · 
1954 · 
1955 · 
1956 · 
1957 · 
1958 · 
1959 · 
1960 · 
1961 · 
1962 · 
1963 · 
1964 · 
1965 · 
1966 · 
1967 · 
1968 · 
1969 · 
1970 · 
1971 · 
1972 · 
1973 · 
1974 · 
1975 · 
1976 · 
1977 · 
1978 · 
1979 · 
1980 · 
1981 · 
1982 · 
1983 · 
1984 · 
1985 · 
1986 · 
1987 · 
1988 · 
1989 · 
1990 ·
1991 · 
1992 · 
1993 · 
1994 · 
1995 · 
1996 · 
1997 · 
1998 · 
1999 · 
2000 · 
2001 · 
2002 · 
2003 · 
2004 · 
2005 · 
2006 · 
2007 · 
2008 · 
2009 · 
2010 · 
2011 · 
2012 · 
2013 · 
2014 · 
2015 · 
2016 · 
2017 ·
2018 ·
2019 ·
2020 ·
2021 ·
2022 ·
2023 ·
2024
Albanië ·
Algerije ·
Argentinië ·
Armenië ·
Australië ·
Azerbeidzjan ·
België ·
Bosnië en Herzegovina ·
Brazilië ·
Bulgarije ·
Canada ·
Chili ·
China ·
Costa Rica ·
Cyprus ·
DDR ·
Denemarken ·
Duitsland ·
Ecuador ·
Egypte ·
Engeland ·
Estland ·
Faeröer ·
Finland ·
Frankrijk ·
Georgië ·
Ghana ·
Griekenland ·
Haïti ·
Hongarije ·
Ierland ·
IJsland ·
Israël ·
Ivoorkust ·
Japan ·
Joegoslavië ·
Kameroen ·
Kroatië ·
Liechtenstein · 
Litouwen ·
Luxemburg ·
Malta ·
Marokko ·
Mexico ·
Moldavië ·
Montenegro ·
Nederland ·
Nieuw-Zeeland ·
Nigeria ·
Noord-Ierland ·
Noord-Korea ·
Noord-Macedonië ·
Noorwegen ·
Oekraïne ·
Oostenrijk ·
Paraguay ·
Peru ·
Polen ·
Portugal ·
Roemenië ·
Rusland ·
San Marino ·
Saoedi-Arabië ·
Schotland ·
Servië ·
Servië en Montenegro ·
Slovenië ·
Slowakije ·
Sovjet-Unie ·
Spanje ·
Tsjechië ·
Tsjecho-Slowakije ·
Tunesië ·
Turkije ·
Uruguay ·
Venezuela ·
Verenigde Staten ·
Wales ·
Wit-Rusland ·
Zuid-Afrika ·
Zuid-Korea ·
Zweden ·
Zwitserland
Argentinië (1982) · 
Australië (2006) · 
België (2016) · 
België (2021) · 
Brazilië (1970) · 
Brazilië (1982) · 
Brazilië (1994) · 
Costa Rica (2014) · 
Duitsland (2006) · 
Duitsland (2012) · 
Engeland (2012) ·
Engeland (2014) ·
Engeland (2021) ·
Frankrijk (2000) · 
Frankrijk (2006) · 
Frankrijk (2008) · 
Ghana (2006) · 
Hongarije (1938) · 
Ierland (2012) · 
Joegoslavië (1968) · 
Kameroen (1982) · 
Kroatië (2012) · 
Nederland (2008) · 
Nieuw-Zeeland (2010) · 
Oekraïne (2006) · 
Oostenrijk (2021) · 
Paraguay (2010) · 
Peru (1982) · 
Polen (1982, 1) · 
Polen (1982, 2) · 
Roemenië (2008) · 
Spanje (2008) ·
Spanje (2012, 1) ·
Spanje (2012, 2) ·
Spanje (2016) ·
Spanje (2021) ·
Tsjechië (2006) · 
Turkije (2021) · 
Uruguay (2014) · 
Verenigde Staten (2006) · 
Wales (2021) · 
West-Duitsland (1982) · 
Zweden (2016) · 
Zwitserland (2021)